# Шериф (спортивный комплекс)
«Шери́ф» — спортивный комплекс на западной окраине столицы Приднестровья Тирасполя, принадлежащий приднестровской компании «Шериф».

## Структура
Спорткомплекс «Шериф» занимает площадь в 65 га. Инфраструктура спорткомплекса включает в себя развитую сеть дорожного сообщения между всеми сооружениями и имеет сеть автомобильных стоянок.
Строительство спорткомплекса было начато 1 августа 2000 года. В настоящее время отдельные объекты спорткомплекса ещё достраиваются, но стадионы и тренировочные поля уже эксплуатируются. С весны 2002 года здесь проходят и международные товарищеские встречи с участием профессиональных футбольных клубов Румынии, Украины и других стран, ежегодные юношеские и детские турниры с участием команд различных стран.
С 2014 года бассейн спорткомплекса «Шериф» принимает зимние чемпионаты Молдовы по плаванию. Ежегодно в масштабных соревнованиях принимают участие больше 100 сильнейших пловцов страны.
В состав комплекса входят:
- главная арена
- малая арена
- крытая арена
- жилой комплекс для футболистов клуба «Шериф»
- гостиничный комплекс
- детская Академия футбола с комбинатом питания
- плавательный бассейн с вышкой[1]
- восемь тренировочных полей (четыре с натуральным покрытием, три с искусственным покрытием и одно смешанное).
- теннисный клуб

## Главная футбольная арена
Современный футбольный стадион на 14000 мест впервые принял зрителей в июле 2002 года. Он был зарегистрирован в соответствии с техническими рекомендациями УЕФА. Стадион оснащён индивидуальными складными сиденьями. Все трибуны укрыты навесами, защищающими зрителей от непогоды. Освещение игрового поля осуществляется с навеса западной и восточной трибун и работает в четырёх режимах — 400, 800, 1200 и 1600 люкс. Стадион оборудован телевизионной системой, позволяющей вести прямую трансляцию матчей. На стадионе установлено полноцветное видеотабло площадью 40 м2.
Раздевалки гостей и хозяев состоянии принять 30 человек каждая; они оснащены в соответствии с рекомендациями УЕФА. Для обеих команд имеются крытые разминочные залы, расположенные рядом с раздевалками. Покрытие в залах выполнено из искусственного ковра третьего поколения фирмы «FieldTurf».
Игровое поле размером 105×68 м выполнено из натурального травяного газона. Поле имеет эффективную дренажную систему, автоматическую систему полива и оборудовано подземной системой нагрева, что даёт возможность в осенне-зимний период привести травяной газон в пригодное состояние на любой день.
Меры безопасности соблюдаются как на стадионе, так и на всей прилегающей территории.
Европейский футбольный союз обновил правила для инфраструктуры стадионов (редакции 2010—2011). В связи с этим в 2011 году главная арена спорткомплекса «Шериф» подверглась масштабной реконструкции. Полная замена газона с его расширением, увеличение зон подогрева и дренажа, новые места для запасных игроков и тренерского штаба команд, обновленный тоннель для выхода игроков на поле из подтрибунных помещений, способствуют повышению уровня игры на главной арене спорткомплекса.
Реконструкция трибун, с оборудованием сектора для людей с ограниченными возможностями и замена посадочных кресел на VIP секторе на более комфортабельные позволили улучшить условия для просмотра матчей для зрителей. Переоборудование центральных входов на обеих трибунах, возведение так называемой «зоны гостеприимства», замена всего оборудования стадиона на современные образцы вкупе с остальными изменениями, позволяет претендовать на получение главной ареной спорткомплекса «Шериф» четвёртой, наивысшей элитной категории УЕФА.

## Малая арена
Была введена в эксплуатацию в сентябре 2002 года. Это стадион на 9300 мест с шестью беговыми дорожками и футбольным полем 105×68 м. Европейский футбольный союз обновил правила для инфраструктуры стадионов (редакции 2010—2011). В связи с этим в 2011 году малая арена спорткомплекса «Шериф» подверглась масштабной реконструкции. Были произведены работы по полной замене искусственного футбольного покрытия на натуральный газон из Австрии, улучшение систем подогрева и дренажа поля, новые комментаторские кабины и VIP ложи, ложи для прессы и рабочие комнаты для сотрудников УЕФА. Это позволяет проводить футбольные матчи в любое время года. Освещение осуществляется с мачт высотой 50 метров и работает в четырёх режимах 400, 800, 1200 и 1600 люкс. На стадионе установлено полноцветное видеотабло. Телевизионная система стадиона позволяет проводить прямые трансляции матчей. Стадион оборудован современными раздевалками для футболистов и судей (в том числе женщин), отвечающих требованиям УЕФА.
Вкупе с остальными изменениями, произведенными на малой арене, согласно новым аттестационным требованиям, малая арена спорткомплекса «Шериф» получила третью категорию УЕФА, позволяющую проводить на арене международные матчи уровня Лиги Европы УЕФА и Лиги Чемпионов УЕФА.

## Крытая арена
Крытая арена эксплуатируется со второй половины 2004 года и по праву является одним из самых необычных строений спорткомплекса «Шериф». Крытый манеж рассчитан на 3570 сидячих зрительских мест и позволяет в комфортабельных условия проводить футбольные матчи в осенне-зимний период.
Уникальное строение крытой арены высотой 37 метров оборудовано системами обеспечения, аналогичными тем, которые установлены на главной и малой арене спорткомплекса «Шериф». Крытая арена оснащена современной акустической системой от знаменитой немецкой фирмы ElectroVoice Архивная копия от 21 июля 2020 на Wayback Machine, обеспечивающей звук на трибунах, а также регулируемой системой освещения, которая работает в трех режимах — 200, 800 и 1600 люкс.
Игровое поле Крытой арены спорткомплекса «Шериф» размером 113 х 74 метров имеет газон с искусственным покрытием голландской фирмы «GreenFields Архивная копия от 10 ноября 2012 на Wayback Machine» и эффективную дренажную систему.
Высочайшее качество газона подтверждено сертификатом FIFA QUALITY PRO, выданным по результатам тестирования поля. Данный сертификат позволяет проводить международные соревнования различного уровня.
На южной трибуне установлено современное полноцветное видеотабло общей площадью 40 кв.м.
На крытой арене спорткомплекса «Шериф» в северной части манежа функционирует современный спортивный зал с паркетным покрытием, подходящий для проведения соревнований, спортивных праздников и других массовых мероприятий. Зал оборудован всем необходимым для занятий такими видами спорта как: волейбол, баскетбол, гандбол, мини-футбол, спортивные танцы, бальные танцы, все виды единоборств.

## Плавательный бассейн
В феврале 2013 года был открыт 50-метровый крытый бассейн оборудованный по последнему слову техники необходимым для занятия не только классическим плаванием, но и прыжками в воду. Инфраструктура плавательного бассейна отвечает запросам таких видов спорта как водное поло, подводное и синхронное плавание. Крытый бассейн разделен на 8 плавательных дорожек, а глубина бассейна варьирует от 1,8 метров до 4,6 метров. В бассейне поддерживается постоянная температура воды — 27 °С, а воздуха — 29 °С. Трибуны рассчитаны на 415 посадочных мест и позволяют с комфортом разместить зрителей спортивных соревнований.
В мае 2015 года открывается крытый детский бассейн. Здесь установлены передовые системы рециркуляции, фильтрации и очистки воды, современные раздевалки с душевыми кабинами и гардеробной системой электронного типа, удобные зоны пропуска, повышенного уровня безопасности. Развитая инфраструктура детского бассейна позволяет приятно провести время не только детям, но и их родителям.
Конструкция детского бассейна делает возможным установку уровня глубины воды в его чаше на: 60 см, 80 см, 100 см и 120 см. Таким образом, в детском бассейне спорткомплекса «Шериф» могут заниматься дети от 3 до 10 лет.

## Крытые теннисные корты
С 1 июня 2015 года введён в эксплуатацию комплекс крытых теннисных кортов (4 полноразмерных и 1 детский). Покрытие теннисных площадок сертифицировано международной теннисной ассоциацией, что позволяет проводить на них соревнования международного уровня.
Крытые корты спорткомплекса «Шериф» доступны для всех желающих круглый год. В распоряжении любителей тенниса не только игровые площадки с регулируемым освещением, но и весь необходимый для комфортной игры инвентарь.
График работы крытых теннисных кортов с 7.00 до 22.00.

## Галерея

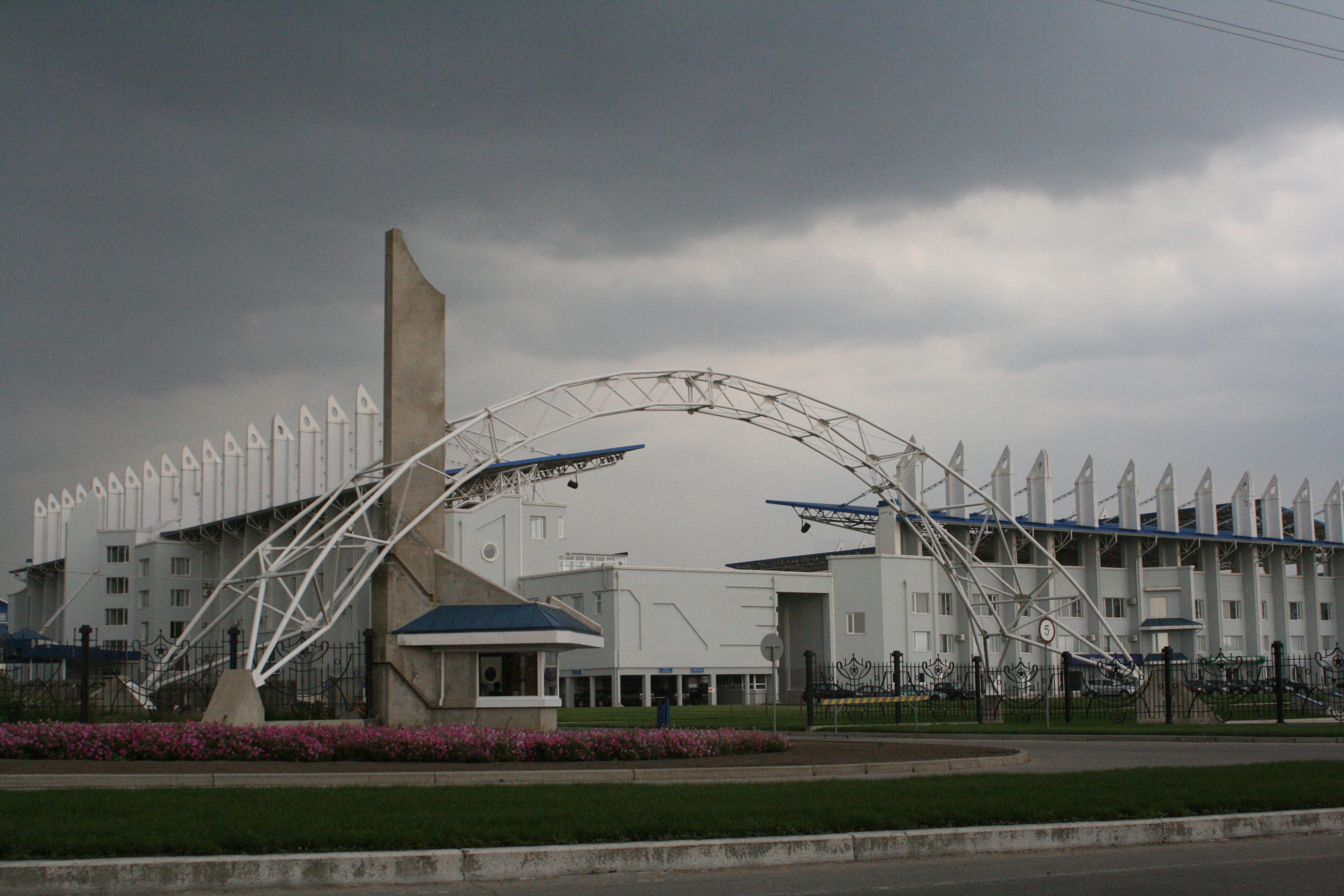
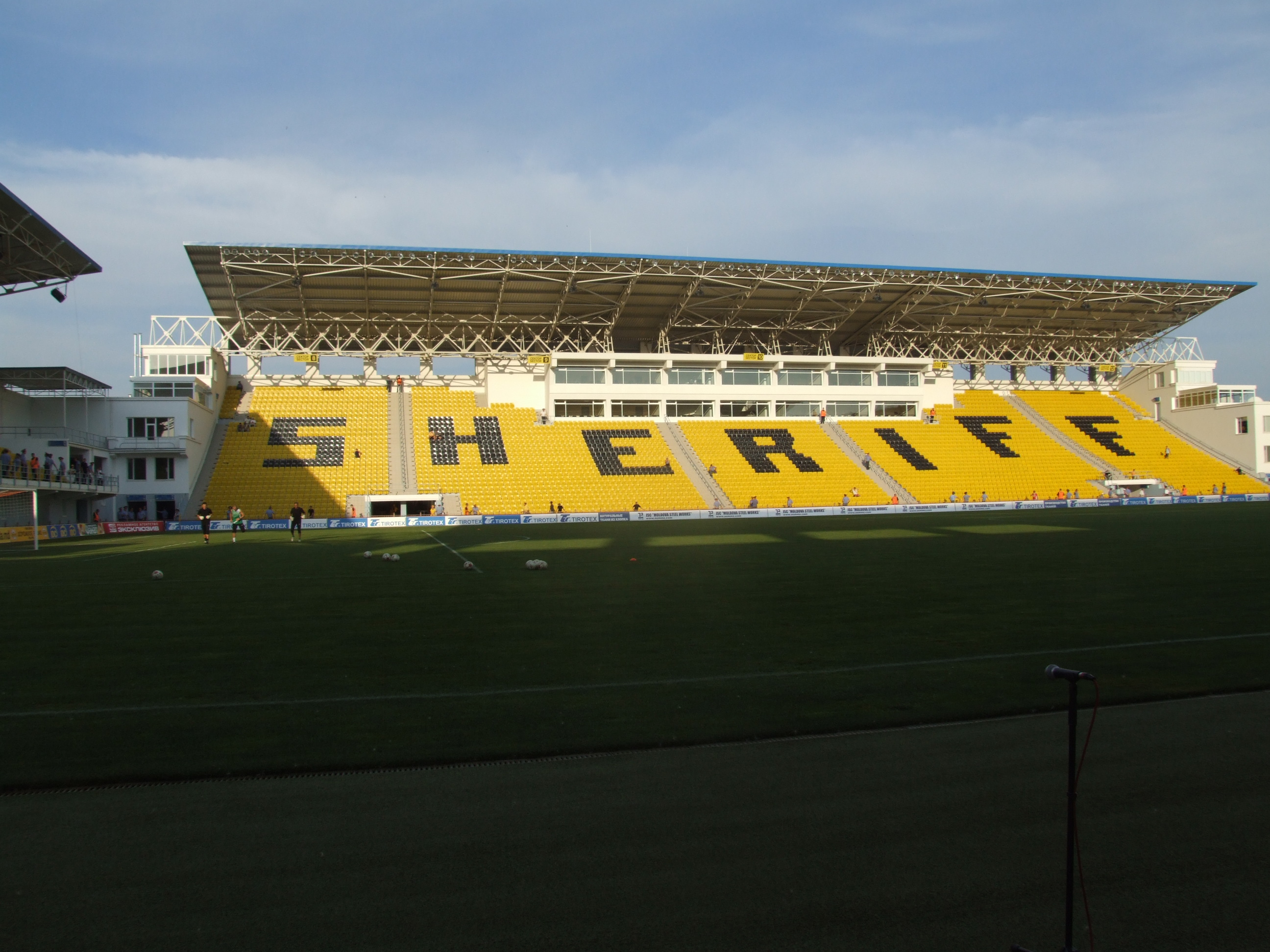
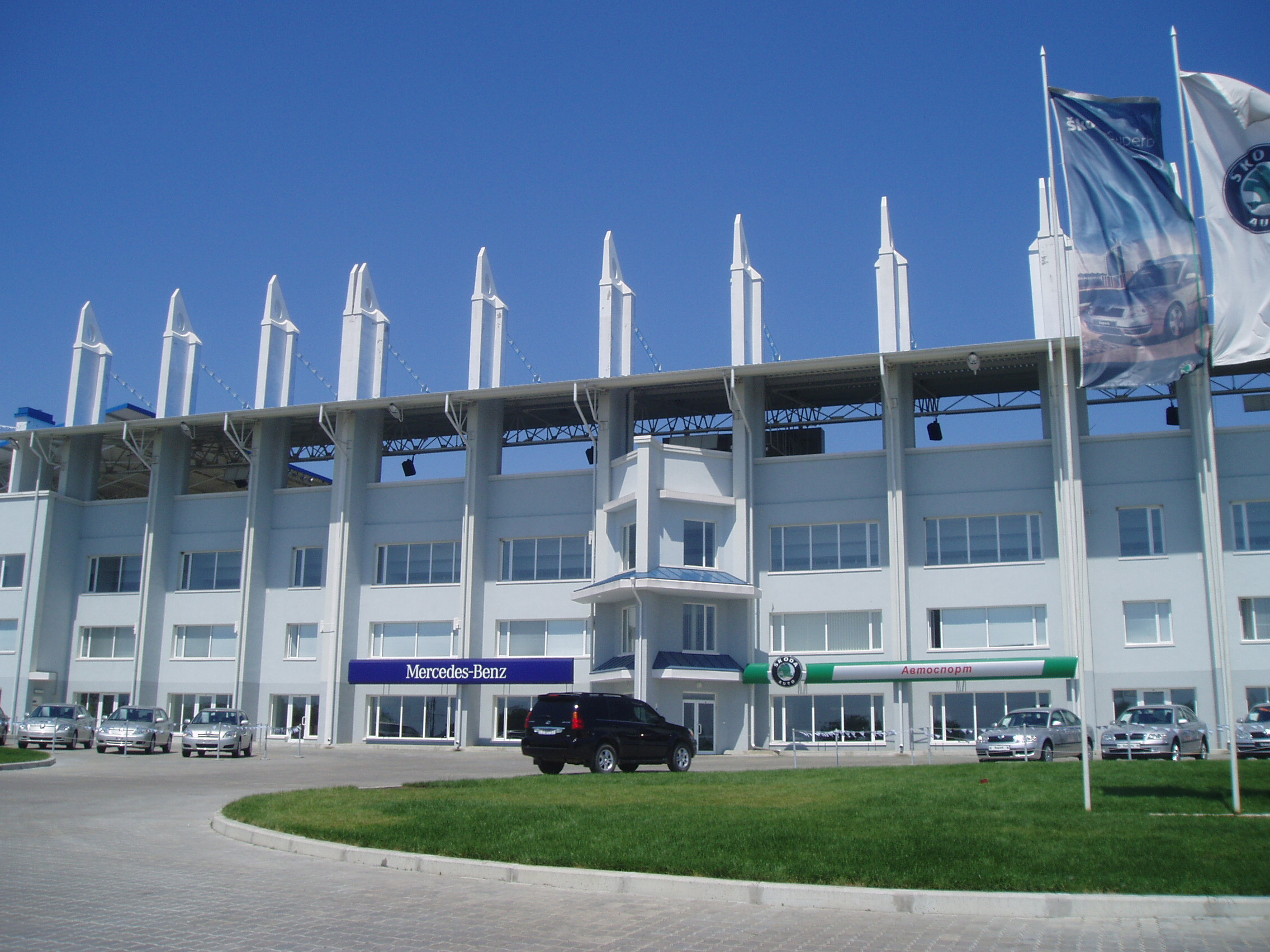
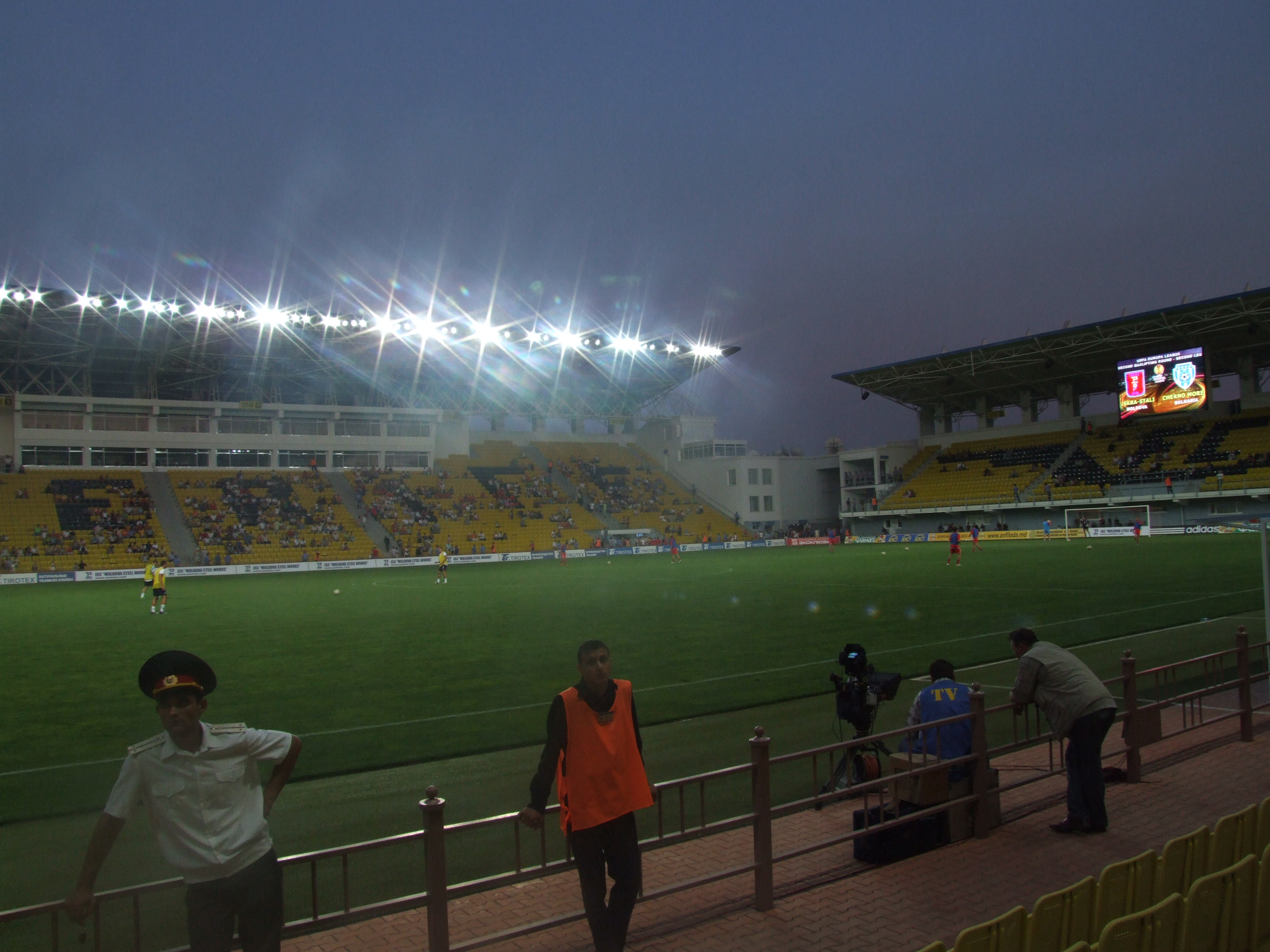